# Yaqob d'Éthiopie
Yaqob d'Éthiopie (1590-1607), négus d'Éthiopie sous le nom de Malak Sagad II de 1597 à 1603 et de 1604 à 1607.
Né en 1590, fils de l'empereur Sarsa Dengel et sa seconde épouse.
Il devient empereur à l'âge de sept ans à la mort de son père et règne avec un conseil de régence dirigé par son beau-frère Ras Atnasios gouverneur du Bégemeder (Begamder) et du Godjam. Il est déposé par son cousin Za Dengel le 3 septembre 1603. Rétabli l'année suivante le 13 octobre 1604, il est vaincu et tué le 10 mars 1607 par son autre cousin le futur empereur Susnéyos.

## Sources
- Jean Doresse, L'Empire du prêtre Jean, vol. II : L'Éthiopie médiévale Plon (Paris) 1957.
- Hubert Jules Deschamps, (sous la direction). Histoire générale de l'Afrique noire de Madagascar et de ses archipels Tome I : Des origines à 1800. P.U.F Paris (1970), p. 411 .